# Hypocrita egaėnsis
Hypocrita egaėnsis là một loài bướm đêm thuộc phân họ Arctiinae, họ Erebidae.